# Akiyuki Nosaka
Akiyuki Nosaka (jap. 野坂 昭如 Nosaka Akiyuki; ur. 10 października 1930 w Kamakurze, zm. 9 grudnia 2015 w Tokio) – japoński pisarz, piosenkarz, autor tekstów i członek Izby Radców japońskiego Zgromadzenia Narodowego w latach 1983–1984.
Używał pseudonimów Yukio Aki (jap. 阿木 由紀夫 Aki Yukio), pisząc dla prasy, i Claude Nosaka (jap. クロード 野坂 Kurōdo Nosaka) jako piosenkarz.

## Życiorys
Jego ojciec był zastępcą gubernatora prefektury Niigata. Matka Akiyukiego zmarła wkrótce po porodzie i chłopiec wychowywał się u ciotki, która go zaadoptowała, w Kobe. Podczas nalotów na Kobe w czasie II wojny światowej stracił przybranego ojca i siostrę. Ciotka (którą uważał za matkę) została ciężko ranna. Jako sierota w zniszczonym mieście żył z kradzieży, wskutek czego trafił do sierocińca-ośrodka dla młodocianych przestępców (skąd ostatecznie wydobył go biologiczny ojciec). Studiował romanistykę na Uniwersytecie Waseda, ale nie ukończył studiów.
Zajął się pisaniem tekstów piosenek, opowiadań i tekstów dla telewizji. W późniejszych latach często w niej występował jako komentator, a nawet piosenkarz. 
W 1963 napisał pierwszą książkę Erogotoshi-tachi (Mistrzowie pornografii, 1966), osadzoną w Kobe i wykorzystującą tamtejszy dialekt. Przyniosła mu ona uznanie (w 1966 Shōhei Imamura nakręcił na jej podstawie film). Tematyka erotyczna była częstym wątkiem jego dzieł. W 1972 został ukarany grzywną za opublikowanie w magazynie Omoshiro-hanbun (dosł.: dla żartu, pół żartem), którego był redaktorem, opowiadania pt. Yojōhan fusuma no shitabari, autorstwa Kafū Nagai (1879–1959). Mimo odwołań i zeznań świadków na korzyść Nosaki, japoński Sąd Najwyższy podtrzymał wyrok. 
Innym motywem w jego twórczości był chaos, jaki panował po wojnie w Japonii, i wątki autobiograficzne z trudnego dzieciństwa. Oba są widoczne w nowelach Hotaru no haka (Grobowiec świetlików) i Amerika hijiki (Amerykańskie algi), za które w 1967 otrzymał literacką Nagrodę Naokiego (Naoki-shō). Pierwsza z noweli, bezpośrednio związana ze wspomnieniem śmierci siostry, która zmarła z głodu w sierpniu 1945, została sfilmowana w 1988 przez Isao Takahatę ze Studia Ghibli. W drugiej, narratora prześladuje pamięć o życiu z sutenerstwa dla amerykańskich żołnierzy armii okupacyjnej i zbierania po śmietnikach. Tytułowe hijiki to jadalny wodorost, który jednakże okazuje się być czarną herbatą z zapasów wspomnianych żołnierzy. Usiłując zatrzeć po latach pamięć upokorzeń, które powodują psychiczną i fizyczną impotencję bohatera, zabiera on amerykańskiego turystę (byłego żołnierza) na sex-show. Ta próba symbolicznego udowodnienia japońskiej "męskości" spala jednak na panewce, bo obecność Amerykanina pozbawia występujących jurności. Jest to wynikiem podwójnej wrogości do niego: jako przedstawiciela narodu do niedawna okupującego Japonię i białego cudzoziemca. W latach 60. XX w. pamięć o tych pierwszych oraz niechęć do nieznanych jeszcze szeroko i niemile widzianych gaijinów mocno były osadzone w mentalności Japończyków.
W 1983 Nosaka został wybrany do Izby Radców, wyższej izby japońskiego parlamentu, ale rok później zrezygnował, by kandydować do niższej izby – przegrał jednak z byłym premierem Kakuei Tanaką. Był żonaty, miał dwie córki.